# Davichthys
Genre
Davichthys est un genre fossile de poissons à nageoires rayonnées de la famille des Elopidae (ordre des Elopiformes) qui ont vécu durant le Crétacé supérieur. Les restes fossiles de ces espèces ont été mis au jour au Liban et au Maroc.

## Liste des espèces
Selon Paleobiology Database (4 juillet 2025) :
- †Davichthys dubius (Davis, 1887) - espèce type
- †Davichthys garneri  Forey, 1973
- †Davichthys lacostei (Arambourg, 1954)

## Répartition
Davichthys est connu du Cénomanien inférieur du Maroc et du Cénomanien moyen et du Santonien supérieur du Liban. Ce genre semble être le seul représentant crétacé de la famille des Elopidae. Par ailleurs une mâchoire supérieure partiellement préservée a également été mise à jour dans des couches du Cénomanien supérieur du niveau Bonarelli (OAE2) du nord-est de l'Italie. Ce spécimen, attribué en 1976 à Holcolepis sp. en raison de sa similitude avec H. lacostei de Jbel Tselfat, a été assigné au genre Davichthys.

## Systématique
Le nom valide complet (avec auteur) de ce taxon est Davichthys Forey (d), 1973,. Son espèce type est †Davichthys dubius initialement décrite sous le taxon Osmeroides dubius Davis, 1887.
Forey a justifié la création de ce nouveau genre, regroupant trois espèces, car elles présentent une structure intermédiaire entre l'Anaethalion du Jurassique supérieur et les Elops des périodes Éocène à actuelle. Par ailleurs la synonymie entre O. dubius et O. gracilis a été rejetée, ce dernier ayant été placé dans un autre genre, Lebonichthys. Les deux espèces montrant en réalité peu de similitudes et Davichthys ne présentant pas certaines spécialisations propres aux albulidés caractéristiques de Lebonichthys.

### Publication originale
- (en) Peter L. Forey, « A Revision of the Elopiform Fishes, Fossil and Recent », Bulletin of the British Museum (Natural History). Geology, Londres, vol. Supplement 10,‎ 21 décembre 1973, p. 1-222 (ISSN 0007-1471, lire en ligne, consulté le 4 juillet 2025).